# 클로딘 (모나코)
클로딘(Claudine, 1451년경 ~ 1515년 11월 19일)은 1457년부터 1458년 사이 모나코의 여경이자 모나코의 람베르트과 결혼한 모나코의 부인이다.

## 참고 문헌
- Michel-Yves Mourou, Princesses de Monaco, Editions du Rocher, Monaco, 2010. ISBN 2268068714